# Усть-Ямаровка
Усть-Яма́ровка (рос. Усть-Ямаровка) — село у складі Красночикойського району Забайкальського краю, Росія. Входить до складу Черемховського сільського поселення.

## Населення
Населення — 72 особи (2010; 76 у 2002).
Національний склад (станом на 2002 рік):
- росіяни — 95 %